# Linia kolejowa nr 63
Linia kolejowa nr 63 – pierwszorzędna, jednotorowa, niezelektryfikowana, szerokotorowa linia kolejowa łącząca przejście graniczne Dorohusk – Jagodin z bocznicą szlakową Naftobaza.

## Historia
Linia kolejowa nr 63 powstała około 1958 r. do celów wojskowych. Jej pierwotnym zadaniem była obsługa radzieckich eszelonów na wypadek wojny. W tym celu wzdłuż linii został wybudowany kompleks obiektów Stałego Rejonu Przeładunkowego Dorohusk (Rejon D), w skład którego wchodziły tajne stacje kolejowe, bazy paliw oraz terminale przeładunkowe.
Od lat 60. XX wieku linia kolejowa nr 63 jest wykorzystywana do celów cywilnych jako towarowa. W czasach Polskiej Rzeczypospolitej Ludowej obsługiwała m.in. ruch tranzytowy pomiędzy Niemiecką Republika Demokratyczną i Związkiem Socjalistycznych Republik Radzieckich.
W latach 90. XX wieku ruch na linii nieco zamarł. Z uwagi na istniejące wzdłuż niej obiekty logistyczne odgrywa ona jednak nadal ważną rolę na styku dwóch szerokości torów w przeładunku towarów importowanych do Polski z Rosji i Ukrainy.
W 2019 r. podjęto decyzję o przekazaniu linii kolejowej nr 63 pod zarząd spółki PKP Linia Chełmska Szerokotorowa.

## Charakterystyka techniczna
Linia na odcinku 0,000 – 4,000 jest klasy E4, maksymalny nacisk osi wynosi 245 kN dla lokomotyw oraz wagonów, maksymalny nacisk liniowy wynosi 78 kN (na 1 metr bieżący toru), a na odcinku 4,000 – 30,452 jest klasy D3, maksymalny nacisk osi wynosi 221 kN dla lokomotyw oraz wagonów, maksymalny nacisk liniowy wynosi 71 kN.
Na linii zostały wprowadzone ograniczenia w związku z niezachowaną skrajnią budowli linii kolejowej – nieodpowiednia odległość międzytorza od osi toru.

## Degradacja szlaków
Ze względu na postępującą degradację szlaków w latach 2023-2024 ogłoszono przetargi na wykonanie robót budowlanych w obrębie przejścia granicznego Dorohusk - Jagodin.. Dzięki ich wykonaniu, odwołano ograniczenia prędkości
Linia dostosowana jest w zależności od odcinka do prędkości od 30 km/h do 80 km/h, a jej prędkość konstrukcyjna wynosi 80 km/h. Obowiązują następujące prędkości maksymalne dla pociągów:
| kilometraż | kilometraż | pociągi pasażerskie                   | autobusy szynowe i EZT                | pociągi towarowe                      |
| od         | do         | Tor nieparzysty (kierunek: Naftobaza) | Tor nieparzysty (kierunek: Naftobaza) | Tor nieparzysty (kierunek: Naftobaza) |
| 0,000      | 0,100      | 50                                    | 50                                    | 50                                    |
| 0,100      | 23,000     | 80                                    | 80                                    | 50                                    |
| 23,000     | 30,452     | 30                                    | 30                                    | 30                                    |

## Galeria

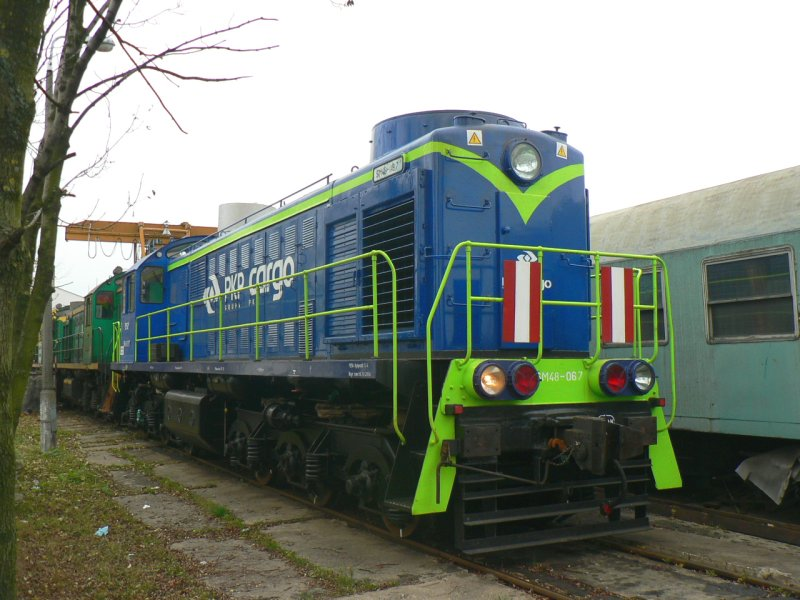
Szerokotorowa lokomotywa PKP Cargo (SM48-067) na stacji w Chełmie
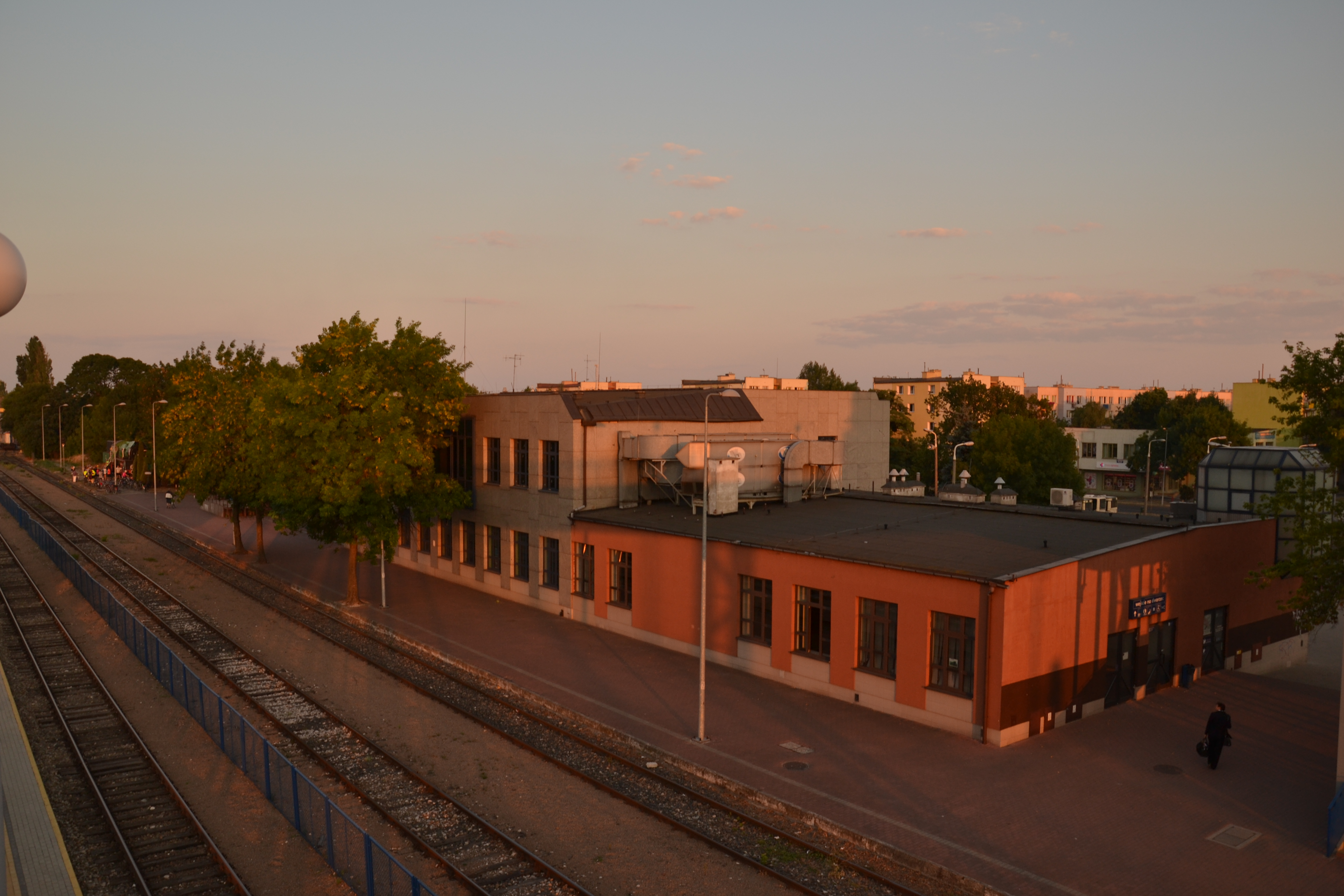
Drugi tor od dworca to LK63
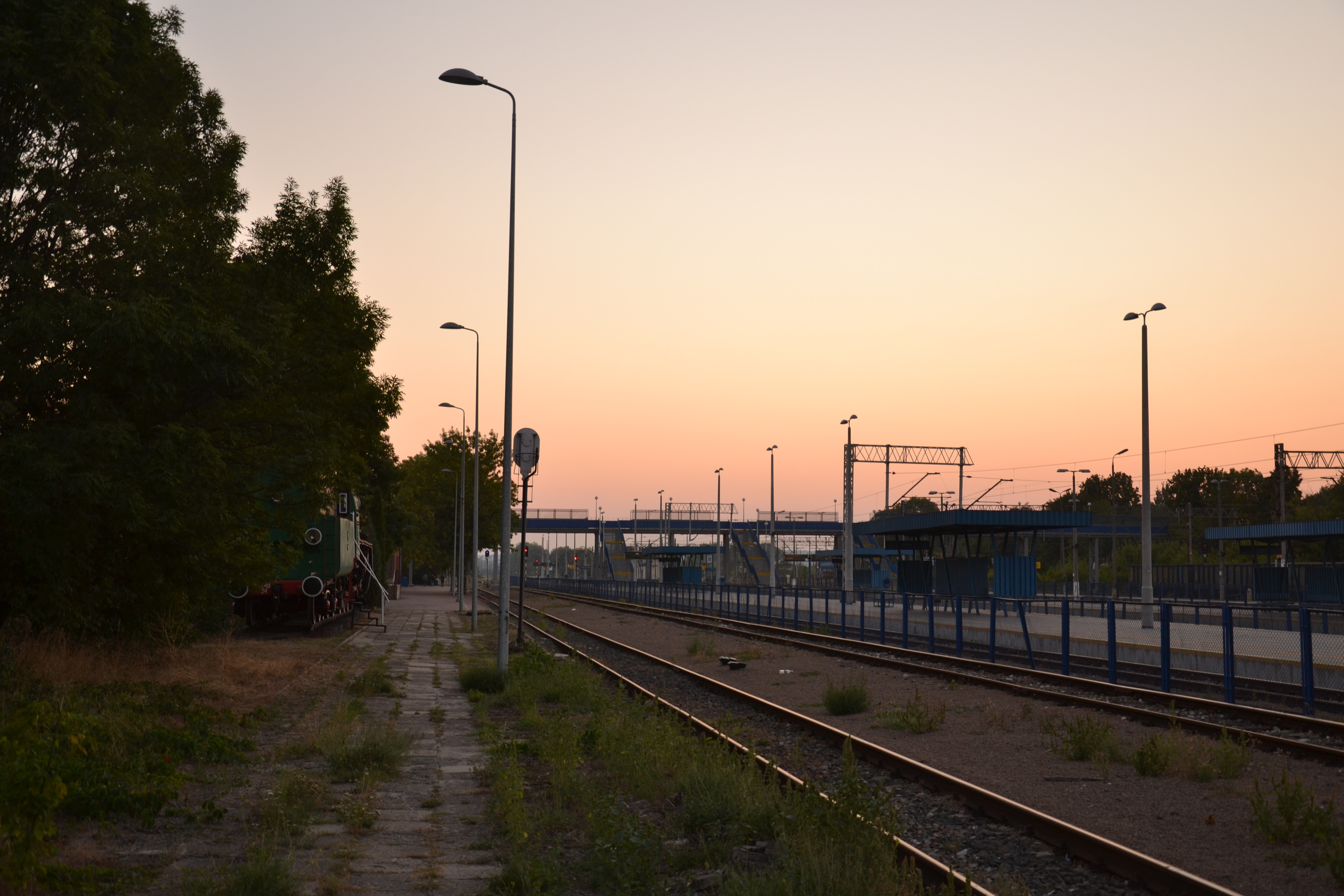
Drugi tor od lewej to LK63